# 東洋工機
東洋工機株式会社（とうようこうき、英文社名TOYOKOUKI Co,.Ltd.）は、鉄道車両用電気機器の保守、修繕、各種部品などの生産を行う企業である。かつては鉄道車両メーカーであった。

## 企業概要
- 本社 : 神奈川県平塚市久領堤2-46
- 資本金 : 100,000,000円

## 事業所
- 営業本部・営業所 : 営業本部（東京都千代田区東神田1-10-6 幸保第二ビル）、名古屋営業所、大阪営業所、広島営業所、九州営業所
- 工場 : 平塚工場

## 沿革
- 1935年（昭和10年）9月 - 日本鉄道自動車工業（株）設立。東京・品川で操業開始
- 1939年（昭和14年）12月 - 東京芝浦電気（株）と業務提携
- 1946年（昭和21年）9月 - 平塚工場を建設し車両製造部門を強化
- 1951年（昭和26年）5月 - 社名を日本鉄道自動車（株）と変更。特殊自動車部門に進出
- 1953年（昭和28年）7月 - 東洋電機製造（株）の系列に入る
- 1954年（昭和29年）5月 - 社名を東洋工機（株）と変更
- 1970年（昭和45年）4月 - 車両製造を中止。電動機、駆動装置の修理部門設置
- 1989年（平成元年）8月 - 品川工場を平塚工場へ集約
- 1990年（平成2年）1月 - 京都工場が操業開始
- 1990年（平成2年）8月 - 本社を平塚へ移転
- 1992年（平成4年）1月 - 平塚新工場（第2工場）建設
- 1994年（平成6年）12月 - 産業用回転機職場を整備拡張
- 1998年（平成10年）10月 - 京都工場を平塚工場へ集約。東洋電機製造（株）の制御機器製作担当会社となり製作開始
- 2001年（平成13年）5月 - 営業本部（品川）を東神田に移転

## 主要取引先
- JR各社、JR関連各社
- 公営鉄道各社
- 民鉄各社
- 観光サービス業各社
- 製造業各社

## 製造した鉄道車輛
「日本鉄道自動車工業」と称した1930年代後半から1940年代にかけては、大阪・堺の木南車輌製造と並んで、小ロットで車輌供給を行う新興メーカーの代表であった。当時の同社について、趣味者の間ではしばしば「日鉄自」（にってつじ）と略される。
日中戦争・太平洋戦争による戦時体制下・戦後混乱期には、物資統制の制約で大手メーカーから電車等を購入できない地方私鉄、大量の規格車両供給を要した路面電車事業者等から輸送力増強のための新車需要があった。日鉄自はこの種のニッチ需要に応えた代表的な存在で、競合した木南車輌の先進デザイン志向に比べるとどことなく垢抜けないながらも、半流線形や開口部の大きな二段窓を多用する軽快感のある小型・中型車両を廉価に供給している。
そのうちの少なからぬものが、中古電車・客車の台車・台枠・電装部品などを流用して製造された一種の半新造車（機器流用車）であった。種車（たねしゃ=改造のベースとなった車両）や改造に至る経緯、車歴自体に複雑な事情を抱える事例が見られ、趣味者間からも興味を持たれることが多い。
戦後に東洋工機となってからは、親会社となった東洋電機製造の仲介でアメリカのGATC社からエアスライド荷役装置のパテントを入手、これにより国鉄の私有ホッパ貨車を多数製造した。電車や電気機関車については上信電鉄200形電車や三岐鉄道ED45形電気機関車のような半流線形の車両を地方私鉄向けに製造しているが、少数事例に留まっている。

### 納入先別製造車両一覧
- 札幌市交通局

500形電車 1948年（昭和23年）
600形電車（616）1951年（昭和26年）
- 宮城電気鉄道

クハ881形電車 1941年（昭和16年）
- 東京都交通局

800形電車 1947年（昭和22年）・1948年（昭和23年）
- 武蔵野鉄道

クハ5855形電車（クハ5856・5857） 1940年（昭和15年）
- 南武鉄道

モハ500形電車（モハ505・506） 1942年（昭和17年）
- 川崎市交通局

500形電車 1949年（昭和24年）
- 相模鉄道

ED10形電気機関車
（ED11・12）1952年（昭和27年）（日本鉄道自動車時代）
（ED13）1954年（昭和29年）
ED11・12は、いわゆる「東洋工機スタイル」の電気機関車の元祖とされる。
1965年（昭和40年）製造のED14は、艤装を東洋電機で行った関係で東洋電機名義｡
ED11 - 13は相鉄星川工場で艤装が行われた｡
- 上信電鉄

デハ20形・クハ20形電車（デハ23、クハ21） 1959年（昭和34年）・1960年（昭和35年）
デハニ30形・クハニ10形電車（デハニ31、クハニ14） 1958年（昭和33年）・1959年（昭和34年）
200形電車（デハ201 - 203、クハ301・302） 1964年（昭和39年）
- 越後交通

モハ212形電車（モハ212 - 215） 1957年（昭和32年）- 1964年（昭和39年）
モハ216形電車（ホハ216・217） 1964年（昭和39年） ・ 1965年（昭和40年）
クハ101形電車（クハ101 - 104） 1966年（昭和41年） - 1967年（昭和42年）
- 北陸鉄道

モハ1000形電車 1947年（昭和22年）
モハ3000形電車 1949年（昭和24年）
サハ2000形電車（サハ2002） 1957年（昭和32年）
ED30形電気機関車 1954年（昭和29年）
- 名古屋鉄道

ク2180形電車 1942年（昭和17年）
- 三岐鉄道

モハ120形・モハ130形・クハ210形電車 1959年（昭和34年） - 1963年（昭和38年）
ED45形電気機関車
- 近江鉄道

モハ51形電車 1941年（昭和16年）
クハ21形電車（2代） 1947年（昭和22年）
- 宇部電気鉄道

デキ11型電気機関車 1937年（昭和12年）
デハニ350形電車 1940年（昭和15年）
- 西日本鉄道

北方線321形電車 1947年（昭和22年）
北方線323形電車 1956年（昭和31年）
福岡市内線561形電車の一部 1948年（昭和23年）
- 熊本市交通局

1080形電車 (1084 - 1087) 1954年（昭和29年）
1090形電車 1955年（昭和30年）・1957年（昭和32年）
1200形電車 1958年（昭和33年）・1959年（昭和34年）
1350形電車 1960年（昭和35年）
- 鹿児島市交通局

500形電車 1955年（昭和30年）・1956年（昭和31年）

## 関連会社
- 東洋電機製造
- 泰平電機（鉄道車両・バス用のドア開閉装置ではアジアでトップシェア）
- 東洋産業
- 東洋商事
- ティーディー・ドライブ